# کرشچنوفکا
کرشچنوفکا (به لاتین: Kreshchenovka) یک منطقهٔ مسکونی در روسیه است که در استان آمور واقع شده‌است.